# Doliops cabrasae
Doliops cabrasae es una especie de escarabajo del género Doliops, familia Cerambycidae. Fue descrita científicamente por Barševskis en 2017.
Habita en Filipinas. Los machos y las hembras pueden medir 12,4-14 mm. El período de vuelo de esta especie ocurre en todos los meses del año.